# 니콘 D850

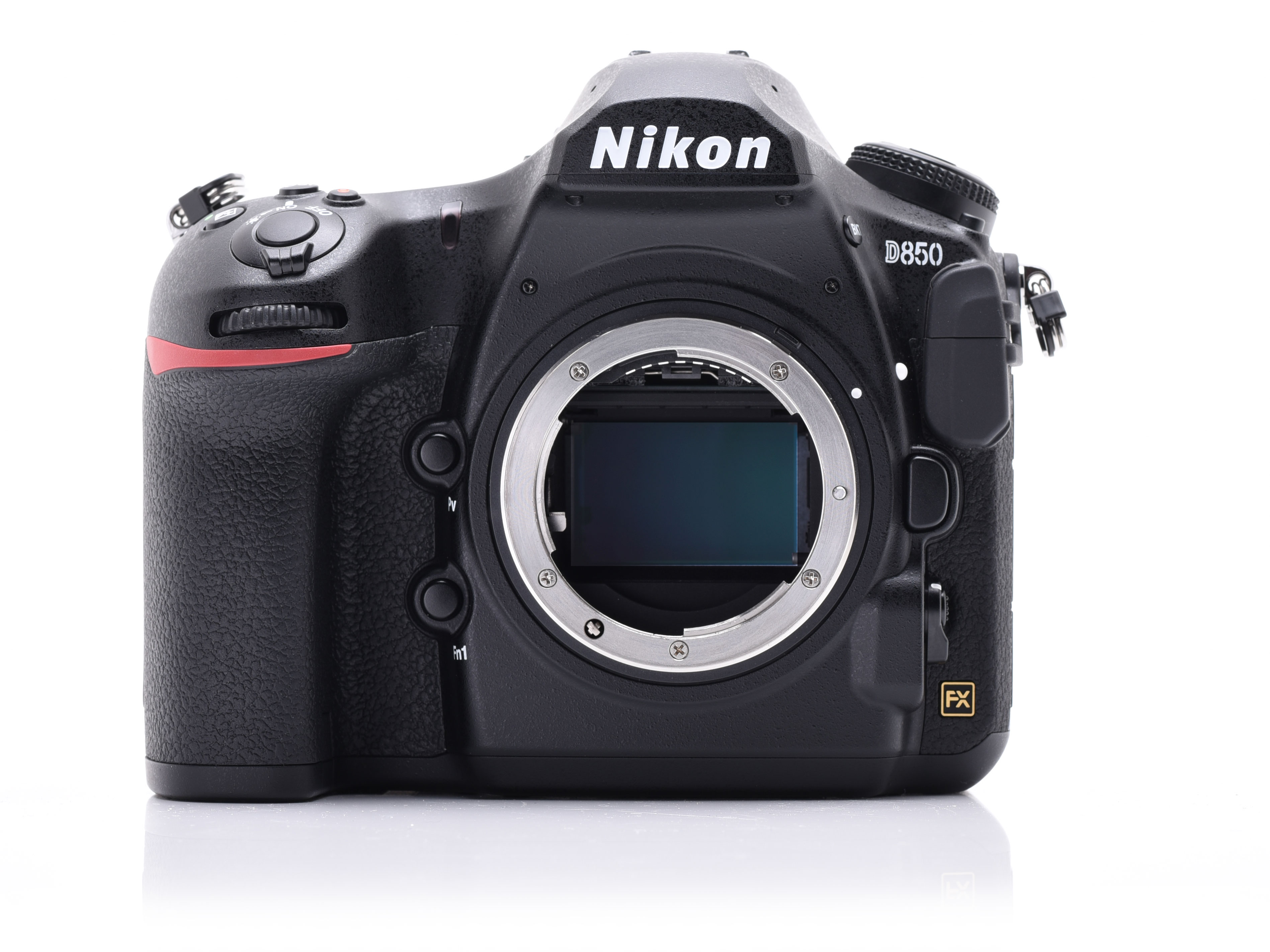
니콘 D850

니콘 D850(Nikon D850)은 2017년 8월 출시된 니콘의 디지털 SLR 카메라이다. 니콘 D810의 후속 기종으로 출시가는 3,980,000원이다.
- 유효화소수 4,575만 화소, 이면조사형 니콘 FX 포맷 CMOS 센서 채용
- 뛰어난 화상 처리 엔진, EXPEED 5 탑재
- 상용감도 ISO 64 - 25,600, Full Frame 4K UHD 대응
- 초당 7매*의 고속 연속 촬영
| 형식                                  | 형식 |
| ------------------------------------- | --- |
| 형식                                  | 렌즈 교환식 DSLR 카메라 |
| 렌즈 마운트                           | 니콘 F 마운트 (AF 커플링, AF 접점 포함) |
| 유효화소수                            | |
| 유효화소수                            | 4575만 화소 |
| 촬상소자                              | |
| 촬상소자                              | 35.9 x 23.9mm 사이즈 CMOS 센서, 니콘 FX 포맷 |
| 총 화소수                             | 4689만 화소 |
| 더스트 감소 기능                      | 이미지 센서 클리닝, 이미지 더스트 오프 데이터 취득 (Capture NX-D 필요) |
| 렌즈                                  | |
| 교환 렌즈                             | • G, E 또는 D 타입 렌즈 (PC 렌즈 일부 제한 있음 ) • G, E 또는 D 타입 이외의 AF 렌즈(IX용 렌즈, F3AF용 렌즈 사용 불가) • P 타입 렌즈 • DX 렌즈(이미지 영역은［DX(24×16)］) • 비 CPU 렌즈 (단, 비 AI 렌즈는 사용 불가 ): 노출 모드 A, M에서 사용 가능 • 조리개 값이 f/5.6 이상 밝은 렌즈로 초점 에이드 가능. 단, 초점 포인트 15포인트 (선택 가능 9포인트)는 f/8 이상 밝은 렌즈로 초점 에이드 가능 |
| 기록 형식 / 기록 방식                 | |
| 기록 화소수                           | • 이미지 영역 ［FX(36×24)］일 경우： 8256×5504（L：4544만 화소） 6192×4128（M：2556만 화소） 4128×2752（S：1136만 화소） • 이미지 영역 ［1.2 ×（30×20）］일 경우： 6880×4584（L：3153만 화소） 5152×3432（M：1768만 화소） 3440×2288（S：787만 화소） • 이미지 영역 ［DX（24×16）］일 경우： 5408×3600（L：1946만 화소） 4048×2696（M：1091만 화소） 2704×1800（S：486만 화소） • 이미지 영역 ［5:4（30×24）］일 경우： 6880×5504（L：3786만 화소） 5152×4120（M：2122만 화소） 3440×2752（S：946만 화소） • 이미지 영역 ［1:1（24×24）］일 경우： 5504×5504（L：3029만 화소） 4128×4128（M：1704만 화소） 2752×2752（S：757만 화소） • 동영상 촬영 메뉴 [이미지 영역]을 [FX]로 설정하고, 동영상 촬영 중에 사진 촬영하였을 경우： 8256×4640（L：3830만 화소） 6192×3480（M：2154만 화소） 4128×2320（S：957만 화소） • 동영상 촬영 메뉴 [이미지 영역]을 [DX]로 설정하고, 동영상 촬영 중에 사진 촬영하였을 경우： 5408×3040（L：1644만 화소） 4048×2272（M：919만 화소 2704×1520（S：411만 화소） |
| 화질 모드                             | • RAW 12비트/14비트（무손실 압축, 압축, 비압축, 사이즈 L/M/S 선택 가능 (사이즈 M/S는 12비트, 무손실 압축에 고정) • TIFF（RGB） • JPEG-Baseline 준수, 압축률(약): FINE(1/4), NORMAL(1/8), BASIC(1/16) 사이즈 우선 또는 화질 우선 선택 가능 • RAW와 JPEG 동시 기록 가능 |
| Picture Control System                | 자동, 표준, 자연스럽게, 선명하게, 모노크롬, 인물, 풍경, 단조롭게, 모두 조정 가능, 사용자 설정 Picture Control 등록 가능 |
| 기록 매체                             | XQD카드, SD 메모리 카드, SDHC 메모리 카드, SDXC 메모리 카드 (SDHC 메모리 카드, SDXC 메모리 카드는 UHS-II규격에 대응) |
| 더블 슬롯                             | 메모리 카드의 순차 기록, 동시 기록, RAW+JPEG 분할 기록 및 카드간 복사 가능 |
| 대응 규격                             | DCF2.0, Exif2.31, PictBridge |
| 파인더                                | |
| 파인더                                | 아이레벨식 펜타프리즘 사용 일안 리플렉스식 파인더 |
| 시야율                                | • FX：상하 좌우 모두 약 100%（실제 화면 대비） • 1.2 ×：상하 좌우 모두 약 97%（실제 화면 대비） • DX：상하 좌우 모두 약 97%（실제 화면 대비） • 5:4：상하 약 100%, 좌우 약 97%（실제 화면 대비） • 1:1：상하 약 100%, 좌우 약 97%（실제 화면 대비） |
| 배율                                  | 약 0.75배（50mm f/1.4 렌즈 사용, ∞, -1.0m-1 일 때） |
| 아이 포인트                           | 접안 렌즈면 중앙에서 17mm（-1.0m-1 일 때） |
| 시도 조절 범위                        | -3~＋1m-1 |
| 파인더 스크린                         | B 형 클리어 매트 스크린Ⅷ (AF 영역 프레임 포함, 구도용 격자선 표시 가능 ) |
| 프리뷰                                | Pv 버튼에 의한 조절 가능, 노출 모드 A, M에서는 설정 조리개 값까지 조절 가능, P, S 에서는 제어 조리개 값까지 조절 가능 |
| 렌즈 조리개                           | 순간 복원방식, 전자 제어방식 |
| 셔터                                  | |
| 셔터                                  | 전자 제어 상하 주행식 포컬 플레인 셔터, 전자 선막 셔터(정숙 촬영, 정숙 연속 촬영, 미러 업 촬영 시) |
| 셔터스피드                            | 1/8000~30초(1/3, 1/2, 1 단계로 변경 가능), Bulb, Time, X250 |
| 플래시 동조 셔터 스피드               | X=1/250초, 1/250초 이하의 저속 셔터 스피드에서 동조 • 자동 FP 고속 싱크로 가능 |
| 릴리즈 기능                           | |
| 작동 모드                             | 1프레임 촬영, 저속 연속 촬영, 고속 연속 촬영, 정숙 촬영, 정숙 연속 촬영, 셀프 타이머 촬영, 미러 업 |
| 연속 촬영 속도                        | • EN-EL15a 사용 시, 멀티 파워 배터리 팩 MB-D18（전원이 EN-EL15a 또는 AA배터리일 경우）사용 시 및 파워 커넥터와 AC 어댑터 사용 시： CL：약 1~6fps CH：약 7fps QC：약 3fps • 멀티 파워 배터리 팩 MB-D18 (전원이 EN-EL18b일 경우) 사용 시: CL：약 1~8fps CH：약 9fps QC：약 3fps |
| 셀프타이머                            | 작동 시간: 2, 5, 10, 20초, 촬영 프레임 수: 1∼9프레임, 연속 촬영 간격: 0.5, 1, 2, 3초 |
| 노출 제어                             | |
| 측광 방식                             | 180K 픽셀 (약 180,000 픽셀) RGB 센서에 의한 TTL 개방 측광 방식 |
| 측광 모드                             | • 멀티 패턴 측광: 3D-RGB 멀티 패턴 측광Ⅲ(G, E 또는 D타입 렌즈 사용 시), RGB 멀티 패턴 측광Ⅲ(그 외의 CPU 렌즈 사용 시), RGB 멀티 패턴 측광(비CPU 렌즈의 렌즈 정보 수동 설정 시) • 중앙부 중점 측광：φ12mm상당을 측광(중앙부 중점도 약 75%）, φ8mm, φ15mm, φ20mm, 화면 전체의 평균 중 하나로 변경 가능(비CPU 렌즈 사용 시에는 φ12mm） • 스팟 측광：약 φ4mm상당(전체 화면의 약 1.5%)을 측광, 초점 포인트에 연동하여 측광 위치 가동(비CPU 렌즈 사용 시에는 중앙으로 고정) • 하이라이트 중점 측광 : G, E 또는 D 타입 렌즈 사용 시에만 |
| 측광 범위                             | • 멀티 패턴 측광, 중앙부 중점 측광 : -3~20EV • 스팟 측광 : 2~20EV • 하이라이트 중점 측광 : 0~20EV ※ISO 100, ｆ/1.4렌즈 사용 시, 상온 20°C |
| 노출계 연동                           | CPU 연동 방식 , AI 방식 병용 |
| 노출 모드 / 촬영 모드                 | P：자동 프로그램 ( 프로그램 시프트 가능 ), S：셔터 우선 자동 , A：조리개 우선 자동, M：수동 |
| 노출 보정                             | 범위：±5단계, 보정 단계 : 1/3, 1/2, 1 단계로 변경 가능 |
| 자동 브라케팅                         | AE 브라케팅, 플래시 브라케팅, 화이트 밸런스 브라케팅, 액티브 D-Lighting 브라케팅 |
| AE 잠금                               | 휘도 값 고정 방식 |
| ISO 감도                              | ISO 64~25600（1/3, 1/2, 1단계), ISO 64에 대하여 약 0.3, 0.5, 0.7, 1단계 (ISO 32 상당)의 감소, ISO 25600에 대하여 약 0.3, 0.5, 0.7, 1단계, 2단계（ISO 102400 상당)의 증가, 감도 자동 제어가 가능 ・ISO 감도는 권장 노광 지수 |
| 액티브 D-Lighting                     | 자동, 매우 강하게, 강하게, 표준, 약하게, OFF |
| 자동 초점                             | |
| 방식                                  | TTL 위상차 검출 방식 : 초점 포인트 153 포인트 (선택 가능 55 포인트) • 크로스 타입 센서 99 포인트 (선택 가능 35 포인트) • f /8 대응 15 포인트 (선택 가능 9 포인트) 멀티 CAM20K 자동 초점 센서 모듈로 검출, AF 미세 조절 가능 |
| 검출 범위                             | -4~+20EV（ISO 100, 상온 20°C) |
| 렌즈 Servo                            | • 자동 초점 : 싱글 AF 서보 (AF-S) 또는 컨티뉴어스 AF 서보（AF-C, 피사체 조건에 따라 자동으로 예측 구동 초점으로 전환 • 수동 초점 (M): 초점 에이드 가능 |
| AF 영역(초점 포인트)                  | 초점 포인트 153포인트 • AF55 포인트 설정 시 : 55 포인트의 초점 포인트에서 선택 • AF15 포인트 설정 시 : 15 포인트의 초점 포인트에서 선택 |
| AF 영역 모드                          | 싱글 포인트 AF, 다이내믹 AF（9 포인트, 25 포인트, 72 포인트 , 153 포인트, 3D-Tracking, 그룹 영역 AF, 자동 영역 AF |
| 초점 잠금                             | 서브 셀렉터의 중앙 누름 또는, 싱글 AF 서보 (AF-S) 시에 셔터 버튼 반누름 |
| 플래시                                | |
| 조광 방식                             | 180K 픽셀(약 180,000 픽셀) RGB 센서에 의한 TTL 조광 제어: i-TTL-BL 조광(멀티 패턴 측광, 중앙부 중점 측광 또는 하이라이트 중점 측광), 표준 i-TTL 조광(스팟 측광) 가능 |
| 플래시 모드                           | 선막 싱크로, 슬로우 싱크로, 후막 싱크로, 적목 감소, 적목 감소 슬로우 싱크로, 후막 슬로우 싱크로, 발광 금지 |
| 조광 보정                             | 범위：-3~+1 단계, 보정 단계 : 1/3, 1/2, 1 단계 |
| 레디 라이트                           | 별매 스피드라이트 사용 시 충전 완료로 점등, FULL 발광에 의한 노출 경고 시 깜빡임 |
| 니콘 크리에이티브 라이팅 시스템       | i-TTL 조광, 전파 제어 어드밴스드 무선 라이팅, 조광 제어 어드밴스드 무선 라이팅, 모델링 발광, FV 고정, 발광 색온도 정보 전달, 자동 FP 고속 싱크로, 멀티 포인트 AF 보조광, 유니파이드 플래시 컨트롤 ・대응 스피드라이트 사용 시 |
| 싱크로 터미널                         | 싱크로 터미널 (ISO 519) 장비 (고정용 나사 포함) |
| 화이트 밸런스                         | |
| 화이트 밸런스                         | 자동(3종류), 자연광 자동, 백열등, 형광등 (7 종류), 맑은날, 플래시, 흐린날, 그늘, 수동 프리셋 (6건 등록 가능, 라이브 뷰 시 스팟 화이트 밸런스 취득 가능), 색온도 선택 (2500K~10000K), 모두 미세 조절 가능 |
| 라이브 뷰                             | |
| 라이브 뷰 촬영 모드                   | 사진 라이브 뷰 모드 , 동영상 라이브 뷰 모드 |
| 라이브 뷰 렌즈 Servo                  | • 자동 초점（AF）：싱글 AF 서보（AF-S）, 상시 AF 서보（AF-F） • 수동 초점（M） |
| 라이브 뷰 AF 영역 모드                | 인물 우선 AF, 와이드 영역 AF, 표준 영역 AF, 핀포인트 AF, 피사체 추적 AF |
| 라이브 뷰 포커스                      | 콘트라스트 AF 방식, 전체 화면의 임의의 위치에서 AF 가능(인물 우선 AF 또는, 피사체 추적 AF일 때는 카메라가 정한 위치에서 AF 가능) |
| 동영상 기능                           | |
| 측광 방식                             | 촬상 소자에 의한 TTL 측광 방식 |
| 측광 모드                             | 멀티 패턴 측광, 중앙부 중점 측광, 하이라이트 중점 측광 |
| 기록 화소수/프레임 레이트             | • 3840×2160（4K UHD）：30p/25p/24p • 1920×1080：60p/50p/30p/25p/24p • 1280×720：60p/50p • 1920×1080 슬로우：30p（4배）/25p（4배）/24p（5배） ※ 60p：59.94fps、50p：50fps、30p：29.97fps、25p：25fps、24p：23.976fps ※ 표준/★고화질 선택 가능 (3840 × 2160 은 ★고화질만, 1920 × 1080 슬로우는 표준만 ) |
| 최장 기록 시간                        | 29분 59초 |
| 파일 형식                             | MOV, MP4 |
| 영상 압축 방식                        | H.264/MPEG-4 AVC |
| 음성 기록 방식                        | 리니아 PCM, AAC |
| 녹음 장치                             | 내장 스테레오 마이크, 외부 마이크 사용 가능, 마이크 감도 설정 가능 |
| 동영상 감도                           | • M：ISO 64~25600（1/3, 1/2, 1단계), ISO 25600에 대하여 약 0.3, 0.5, 0.7, 1단계, 2단계（ISO 102400 상당)의 증가, 감도 자동 제어(ISO 64~Hi 2）가 가능, 제어 상한 감도를 설정 가능 • P, S, A：감도 자동 제어(ISO 64∼Hi 2), 제어 상한 감도 설정 가능 ※ISO 감도는 권장 노광 지수 |
| 기타 기능                             | 인덱스 마킹, 타임 랩스 (미속도) 동영상, 전자 손떨림 보정 |
| 동영상 액티브 D-Lighting              | 사진 설정과 동일, 매우 강하게, 강하게, 표준, 약하게, OFF |
| 재생 기능                             | |
| 재생 기능                             | 틸트식 3.2 인치 TFT 액정 모니터 ( 터치 패널 ), 약 236 만 화소 (XGA), 시야각 170°, 시야율 약 100%, 밝기 조정 가능 |
| 인터페이스                            | |
| USB                                   | SuperSpeed USB（USB 3.0 Micro-B 단자) (표준 장비된 USB 포트에 연결하는 것을 권장) |
| HDMI 출력                             | HDMI 단자 (Type C) 장비 |
| 외부 마이크 입력                      | 스테레오 미니 잭（φ3.5mm, 플러그 인 파워 마이크 대응 |
| 헤드폰 출력                           | 스테레오 미니 잭（φ3.5mm） |
| 10핀 터미널                           | • 리모트 코드 MC-30A/MC-36A (별매) • 무선 컨트롤 세트 ML-3 (별매) • GPS：GPS 장치 GP-1A (별매 : 판매가 종료되었습니다) • 무선 리모컨 WR-R10(WR 용 변환 어댑터 WR-A10 이 필요) / WR-1 (별매) |
| 화상 편집                             | |
| 화상 편집                             | NEF(RAW) 처리, 트리밍, 사이즈 조정, D-Lighting, 적목 보정, 기울임 보정, 왜곡 보정(자동, 수동), 원근 효과, 필터 효과 (스카이라이트/따뜻한 느낌), 모노크롬(흑백/세피아/청사진), 화상 합성, 동영상 편집(시작점/종료점 설정) |
| Wi-Fi(무선LAN)                        | |
| Wi-Fi (무선LAN) 표준 규격 / 인증 방식 | • 준수 규격：IEEE802.11b, IEEE802.11g • 주파수 범위 (중심 주파수): 2412 ∼ 2462MHz(1 ∼ 11ch) • 출력: 8.5dBm(EIRP) • 인증 방식 : 오픈 시스템, WPA2-PSK |
| 표시 언어                             | |
| 표시 언어                             | 한국어, 영어, 중국어 등 |
| 전원                                  | |
| 사용 배터리                           | Li-ion 충전식 배터리 EN-EL15a 1개 사용 |
| 배터리 팩                             | 멀티 파워 배터리 팩 MB-D18(별매): Li-ion 충전식 배터리 EN-EL18b(별매) ※ 또는 EN-EL15a 1개 사용. AA전지(알칼리 전지, 니켈 수소 충전지, 리튬 전지) 8개 사용 ※ 별매의 배터리실 커버 BL-5가 필요합니다. |
| AC 어댑터                             | AC 어댑터 EH-5c/EH-5b(파워 커넥터 EP-5B와 함께 사용) (별매) |
| 배터리 수명                           | |
| 촬영 가능 프레임 수                   | 약 1840 프레임(카메라 본체에서 Li-ion 충전식 배터리 EN-EL15a 사용 시) CIPA 규격 준수 |
| 삼각대 소켓                           | |
| 삼각대 소켓                           | 1/4（ISO 1222） |
| 크기                                  | |
| 크기(폭×높이×깊이)                    | 약 146×124×78.5mm |
| 무게                                  | 약 1005g（배터리 및 XQD 카드 포함, 바디 캡 제외), 약 915g（본체만） |
| 동작 환경                             | |
| 사용 온도                             | 0°C～40°C |
| 사용 습도                             | 85%이하（결로현상 없을 것） |
| 부속품                                | |
| 부속품                                | Li-ion 충전식 배터리 EN-EL15a, 배터리 충전기 MH-25a, HDMI/USB 케이블 클립, USB 케이블 UC-E22, 스트랩 AN-DC18, 바디 캡 BF-1B, 불소 코팅 파인더 아이피스 DK-17F |
| Bluetooth                             | |
| 통신 방식                             | Bluetooth 표준 규격 Ver.4.1 |